# Esame del carbonio-14 sulla Sindone
Il più celebre studio condotto sulla Sindone di Torino, per la grande risonanza che ebbe all'epoca sui mezzi d'informazione, è la datazione del lenzuolo eseguita nel 1988 con la tecnica radiometrica del carbonio-14 svolta in tre laboratori e pubblicata su Nature. La prova del carbonio ha stabilito che il telo risale, con un intervallo di confidenza di almeno il 95% e un'approssimazione di 10 anni in più o in meno, a una data compresa tra il 1260 e il 1390, periodo compatibile con le prime testimonianze storiche certe dell'esistenza della Sindone (1353-1355 circa).
Questa datazione è stata generalmente accettata dalla comunità scientifica, oltre che da diversi esponenti della Chiesa cattolica anche per bocca dell'arcivescovo di Torino, il cardinale Anastasio Alberto Ballestrero; i sostenitori dell'autenticità del telo hanno però avanzato diverse obiezioni sull'attendibilità del test.

## Preparazione dell'esame

### L'iter
In occasione dell'ostensione straordinaria della sindone avvenuta nel 1978, fu costituito il Progetto di ricerca sulla Sindone di Torino (in inglese Shroud of Turin Research Project, "STURP"). Fin dall'anno successivo lo STURP manifestò l'intenzione di sottoporre il lenzuolo a vari studi, tra cui la datazione radio carbonio per la piccola quantità di materiale che richiedeva per le analisi.
Medesima proposta di analisi viene avanzata da Harry E. Gove che alla fine del 1978 scrive al cardinale Ballestrero. A tal scopo, nel 1982 una commissione guidata dal chimico Robert H. Dinegar e dal fisico Harry E. Gove dell'Università di Rochester, si occupò di interpellare diversi laboratori specializzati in datazioni di piccoli campioni. Sei laboratori diedero la disponibilità a eseguire le datazioni. Questi usavano due diverse tecniche di datazione:
- due laboratori utilizzavano il metodo del "contatore proporzionale",
  - il Brookhaven National Laboratory, presso Upton, New York, Stati Uniti d'America
  - e l'Atomic Energy Research Establishment di Harwell, Oxfordshire, Gran Bretagna;
- quattro laboratori adottavano lo "spettrometro di massa":
  - il laboratorio di Rochester, New York, Stati Uniti;
  - l'Università di Oxford, in Gran Bretagna;
  - l'Università dell'Arizona, Tucson, Stati Uniti;
  - il Politecnico federale di Zurigo, Svizzera[19].

Nel 1986 Carlos Chagas Filho, presidente della Pontificia accademia delle scienze interpella diversi laboratori per lo svolgimento dell'esame al carbonio 14; viene redatto un protocollo comune a sette laboratori (ai sei individuati si era aggiunto il laboratorio di Gif-sur-Yvette (Francia). Il protocollo viene sottoposto sia al papa sia al cardinale di Torino.
Gelosie professionali e dispute interne alla chiesa fanno sì che nel 1987 le autorità ecclesiastiche di Torino respingessero il protocollo; il cardinale Ballestrero informa i sette laboratori che su suggerimento del consulente scientifico (Luigi Gonella professore del Politecnico di Torino) solo tre di essi saranno coinvolti nell'analisi. Il criterio di scelta sarà l'esperienza dei laboratori nella datazione dei reperti archeologici.

### Il protocollo definitivo
Il 17 aprile 1988, in una lettera pubblicata dalla rivista Nature, il direttore scientifico del British Museum Michael Tite riassumeva così il protocollo definitivo che sarebbe stato seguito:
1. sono stati scelti i laboratori di Oxford, Tucson, Zurigo;
2. i tre laboratori riceveranno un campione a testa del peso di quaranta milligrammi; i tre campioni verranno prelevati in un solo punto del telo;
3. verranno presi tre campioni di controllo per ogni centro da tre fonti diverse;
4. i dodici campioni (tre della sindone e nove di controllo) saranno consegnati ai rappresentanti dei tre laboratori direttamente a Torino;
5. ogni operazione verrà filmata;
6. non ci sarà alcun confronto tra i risultati dei laboratori fino a quando questi non saranno definitivi;
7. il metodo di datazione proporzionale non sarà utilizzato perché richiede porzioni di tessuto maggiori dei milligrammi previsti.

## La dinamica del test

### Aprile 1988: il prelievo dei campioni
Il prelievo dei campioni avvenne il 21 aprile 1988 nella sacrestia del Duomo di Torino da Franco Testore, docente di tecnologia dei tessuti presso il Politecnico di Torino, e Giovanni Riggi di Numana, microanalista. Il primo effettuò le operazioni di pesatura, mentre il secondo eseguì materialmente il taglio.
Presenti tra gli altri all'operazione, oltre ai due scienziati summenzionati, c'erano il cardinale Ballestrero con quattro sacerdoti, Luigi Gonella, il rappresentante dell'Accademia Pontificia delle Scienze, i fotografi e il cineoperatore. Erano inoltre presenti: il prof. Renato Dardozzi, membro della Pontificia Accademia delle Scienze, il dott. Gabriel Vial, direttore del Museo dei Tessuti Antichi di Lione, i professori Robert Hedges ed Edward Hall, responsabili del Laboratorio di Radiodatazione dell'Università di Oxford, e il dott. Michael Tite, Direttore del Laboratorio di Ricerca del British Museum di Londra, i proff. P. Damon e D. Donahue dei dipartimenti di Geoscienze e Fisica dell'Università dell'Arizona e il prof. W. Woelfli del dipartimento di Fisica del Politecnico di Zurigo.
Furono tagliate delle strisce di circa 10 mm x 70 mm.
Contestualmente vennero divisi anche i tre campioni di controllo ovvero:
- un frammento di tessuto proveniente da una sepoltura nubiana, scoperto nel 1964 e datato intorno al 1100 dopo Cristo;
- un pezzo del bendaggio di una mummia egiziana del II secolo dopo Cristo.
- alcuni fili prelevati dal mantello di san Luigi d'Angiò, conservato nella basilica di Saint Maximin, Var, Francia, datato tra il 1290 e il 1310.

I campioni di controllo vennero esaminati al microscopio per togliere ogni eventuale contaminazione.
I tre pezzi della Sindone e i sei ricavati dai primi due campioni di controllo furono quindi inseriti in nove cilindri metallici numerati, senza alcun'indicazione del loro contenuto. I pezzi del terzo campione di controllo (mantello di san Luigi d'Angiò) invece furono consegnati senza essere chiusi in cilindri.

### 13 ottobre 1988: i risultati vengono annunciati
Il 13 ottobre 1988, durante una conferenza stampa, il cardinale Ballestrero annunciò i risultati: il carbonio 14 ha fornito una datazione compresa tra il 1260 e il 1390, con una confidenza del 95%. La datazione corrisponde al periodo in cui si ha la prima documentazione storica che si riferisca con certezza alla Sindone di Torino (1353).
Ballestrero nell'occasione commentò: «Penso non sia il caso di mettere in dubbio i risultati. E nemmeno è il caso di rivedere le bucce agli scienziati se il loro responso non quadra con le ragioni del cuore».
La relazione scientifica ufficiale fu pubblicata alcuni mesi dopo sulla rivista Nature. Nel dettaglio, il laboratorio di Tucson calcolò una data di 646±31 BP; quello di Oxford, 750±30; quello di Zurigo, 676±24. Combinando insieme questi tre risultati si ottenne una media pesata pari a 689±16. Applicando la necessaria calibrazione (per i dettagli si veda l'articolo originale), questa data fu convertita negli intervalli 1273-1288 con livello di confidenza 68% (una deviazione standard) e 1262-1384 con livello di confidenza 95% (due deviazioni standard). Quest'ultimo dato, arrotondato ai 10 anni più vicini, costituì il risultato annunciato dal cardinale Ballestrero e pubblicato su Nature.

## Critiche degli autenticisti ai risultati dell'esame
Coloro che ritengono la Sindone un'autentica reliquia hanno mosso diverse critiche all'esame effettuato.

### Analisi statistica dei risultati
Ernesto Brunati e Remi Van Haelst avrebbero rilevato degli errori nei calcoli statistici pubblicati nell'articolo di Nature: rifacendo i calcoli corretti si otterrebbe un significance level dell'1% invece del già basso 5% pubblicato.
Secondo Bryan J. Walsh, dai dati pubblicati risulterebbe un gradiente lineare della concentrazione di C14 nel campione, il che dimostrerebbe che i campioni fossero "inquinati" e di conseguenza invaliderebbe il risultato dell'esame.
Tuttavia secondo Gian Marco Rinaldi queste anomalie statistiche non hanno conseguenze sostanziali ed è comunque evidente dalle misure "che la Sindone risale al basso Medioevo e non all'epoca di Cristo" e che nessuna rielaborazione statistica dei dati potrebbe fornire come risultato il I secolo d.C.
Di parere opposto sono Riani, Fanti, Crosilla e Atkinson, che hanno riesaminato i dati disponibili con metodi di "statistica robusta". Secondo la loro analisi, "le 12 datazioni che sono state prodotte dai 3 laboratori non possono essere considerate come provenienti da un'unica ignota grandezza ed è quindi probabile la presenza di una contaminazione ambientale nel pezzetto di stoffa analizzato che ha agito in modo non uniforme, ma in modo lineare, aggiungendo un effetto sistematico non trascurabile". Essi calcolano che se questo effetto sistematico proseguisse in modo lineare su tutta la lunghezza della Sindone, potrebbe produrre una variazione della data radiocarbonica di 20000 anni.
Un articolo scritto dal ricercatore Tristan Casabianca con Giuseppe Pernagallo, data analyst, Emanuela Marinelli, sindonologa e Benedetto Torrisi, statistico dell’Università di Catania, apparso su Archaeometry, esamina dal punto di vista statistico i dati grezzi dell’analisi radiocabonica del 1988, ovvero i dati derivati dalle singole misurazioni. Secondo gli autori l’analisi statistica di questi dati dimostrerebbe che i campioni non erano omogenei e dunque non potevano ritenersi rappresentativi dell’intero lenzuolo.

### Presunto arricchimento della percentuale di14C sul lino dovuto a fattori esterni
Nel 1994 il biologo russo Dmitri Kouznetsov dichiarò di aver ottenuto in laboratorio un "ringiovanimento" di tessuti antichi proprio di circa 13 secoli, ma in seguito è stato dimostrato che le sue affermazioni erano false (si veda la sezione seguente per maggiori dettagli).
Già nel 1998, proprio a seguito delle affermazione di Dmitri Kouznetsov, due studi avevano mostrato l'inconsistenza della tesi.
Un'ulteriore versione di questa ipotesi è stata formulata nel 2008 da John Jackson, uno dei fondatori dello STURP, e presentata pubblicamente all'interno del documentario Sindone, prove a confronto prodotto dalla BBC. Jackson suggerisce che l'arricchimento sia stato provocato da una contaminazione da monossido di carbonio (CO), che presenterebbe naturalmente una concentrazione di 14C molto più elevata di quella che si riscontra nell'anidride carbonica (CO2) e nelle sostanze organiche. Secondo i suoi calcoli, per spostare la datazione della Sindone dal I al XIV secolo sarebbe sufficiente l'intrusione di una quantità di carbonio proveniente da CO pari soltanto al 2% del totale.
Christopher Ramsey, direttore del laboratorio di Oxford che eseguì la datazione, ha accettato di collaborare con Jackson per verificare la sua teoria. Egli ha precisato però che, diversamente da quanto inizialmente riportato da alcuni media nel commentare la sua collaborazione, ritiene improbabile che la contaminazione da monossido possa aver prodotto un effetto significativo. Ramsey in merito afferma che:
I motivi per i quali Ramsey ritiene l'ipotesi di Jackson non verosimile sono:
- il monossido di carbonio è presente in quantità molto piccola nell'atmosfera.
- la molecola è piuttosto inerte e non ci si aspetta che reagisca con polimeri come la cellulosa del lino
- nessuna contaminazione di questo tipo è mai stata rilevata, nemmeno in reperti vecchi fino a 50 000 anni per i quali l'effetto sarebbe molto più marcato

I campioni di Jackson in definitiva non mostravano alcuno spostamento di datazione.
Ramsey chiude il proprio comunicato affermando che:
(Christopher Ramsey)

#### Il caso Kouznetsov
Nel 1994 lo scienziato russo Dmitri Kouznetsov, un biologo specializzato in neurotossicologia e successivamente chimica archeologica, annunciò di aver verificato sperimentalmente l'arricchimento di carbonio 14 in tessuti antichi in condizioni simili a quelle dell'incendio del 1532 e, tra il 1994 e il 1996, pubblicò diversi articoli al riguardo. Una delle riviste in cui pubblicò questi lavori, Journal of Archaeological Science, tuttavia pubblicò già nello stesso fascicolo un articolo di altri ricercatori che mettevano in dubbio l'operato e le scoperte di Kouznetsov.
Nonostante questi dubbi, le teorie dello studioso russo vennero divulgate e considerate da molti sindonologi come prova dell'inattendibilità della datazione radiometrica del 1988. Le sue presunte scoperte tuttavia non ebbero, perlomeno inizialmente, lo stesso clamore mediatico di quest'ultima; in particolare fu soprattutto il settimanale cattolico italiano Famiglia Cristiana a dare risalto alla notizia, seguito poi da qualche altra testata, quasi sempre di ispirazione religiosa. Lo scienziato cominciò quindi una lunga serie di conferenze, molte delle quali toccarono anche l'Italia, per parlare di questi suoi risultati, questa volta attirando anche l'interesse dei media generalisti.
Diversi scienziati negli anni seguenti provarono a ripetere gli esperimenti di Kouznetsov, senza ottenere risultati analoghi (ovvero un'alterazione significativa nella datazione al C14 di campioni di tessuto sottoposti a effetti simili a quelli di un incendio) e aumentò quindi il numero di studiosi che cominciavano a nutrire seri dubbi sulle sue conclusioni. Il fatto che articoli per gli stessi lavori fossero stati sottomessi a più riviste, comportamento lecito (quando non viene richiesta l'esclusiva dello scritto) ma mal visto dalla comunità scientifica, attirò ulteriori critiche sul suo lavoro.
Oltre a questa impossibilità nel replicare i suoi risultati, alcuni comportamenti di Kouznetsov relativi alla ricerca di finanziamenti per la traduzione di libri sulla Sindone nel mercato russo (finanziamenti elargiti, senza che poi il progetto fosse portato a termine), portarono anche diversi sindonologi a dubitare della sua serietà; Ian Wilson, direttore della rivista dell'associazione dei sindonologi britannici (British Society for The Turin Shroud Newsletter) e autore di uno dei libri non tradotti, pubblicò due note in proposito nel 1996 in cui metteva in guardia i membri dell'associazione dal considerare troppo ottimisticamente i lavori di Kouznetsov.
Successivamente, a partire dal 2000, il professor Gian Marco Rinaldi, facendo verifiche sui lavori dello studioso russo, scoprì che questi non aveva condotto alcun esperimento, ma aveva presumibilmente inventato i dati, oltre a citare fonti e istituzioni scientifiche inesistenti a sostegno delle sue ricerche: non esistono molti dei musei e istituti da cui, nei suoi articoli, Kouznetsov sostiene di aver ricevuto i campioni su cui avrebbe effettuato gli esperimenti e, quelli esistenti, a una verifica hanno negato di avere a disposizione simili campioni e di aver collaborato con lui, così come risultano inesistenti i coautori di alcuni suoi articoli e buona parte delle bibliografie citate negli stessi. Rinaldi e altri studiosi, estendendo le verifiche, scoprirono anche che Kouznetsov aveva falsificato altre sue precedenti ricerche, tra cui alcune nelle quali sosteneva tesi creazioniste e con cui era divenuto molto noto negli ambienti cristiani statunitensi e tra gli studiosi sostenitori di queste tesi prima di dedicarsi allo studio della Sindone. Rinaldi ritiene che questa notorietà nell'ambiente scientifico vicino al cristianesimo gli possa essere servita per pubblicare articoli che altrimenti sarebbero risultati dubbi a un'analisi più approfondita.
Nel 1997 Kouznetsov venne arrestato e incriminato negli Stati Uniti per aver ricevuto pagamenti da alcune riviste scientifiche in cambio di articoli sulle sue scoperte, che poi non scrisse, e successivamente venne condannato anche per furto e falsificazione di assegni bancari.
La sua sconfessione non è tuttavia stata recepita immediatamente da diversi sindonologi europei ed italiani, tra cui Emanuela Marinelli, che per alcuni anni hanno continuato (e in alcuni casi continuano ancora oggi) a citarlo come fonte affidabile nelle loro interviste, pubblicazioni e conferenze.

### Prelievo di una porzione di tessuto non originale
Nel 2000, Joseph G. Marino e M. Sue Benford hanno avanzato l'ipotesi che il campione utilizzato per l'esame radiocarbonico contenesse una parte (circa il 60%) di tessuto non originale: Margherita d'Austria, duchessa di Savoia, zia dell'imperatore Carlo V, dispose per testamento che un lembo della Sindone fosse donato a una chiesa da lei fondata. Margherita morì nel 1531 e, secondo Marino e Benford, la sua volontà venne eseguita e la Sindone fu affidata a un maestro tessitore che sostituì il lembo mancante intrecciando le fibre dei nuovi fili con quelle del tessuto originale. Marino e Benford hanno consultato un esperto tessile, Robert Buden, il quale avrebbe confermato che i maestri del XVI secolo erano in grado di eseguire rammendi invisibili a occhio nudo. L'inomogeneità nei risultati del C14 che sarebbe stata rilevata da Walsh si spiegherebbe quindi con una diversa quantità di rammendo presente in ciascuno dei campioni.
La rivista Radiocarbon rifiutò di pubblicare il contributo di Marino e della Benford poiché le loro deduzioni erano basate su fotografie e non sull'esame diretto della Sindone.
In un articolo pubblicato nel 2005, Raymond Rogers asserisce che le analisi chimiche da lui compiute confermano questa tesi: il campione usato per l'esame del C14 presenta infatti evidenti tracce di tintura, presumibilmente applicata per dare al rammendo lo stesso colore del telo originale, e la quantità di vanillina misurata in esso è molto diversa da quella presente in altri campioni di tessuto sindonico.|titolo=Anche le analisi compiute da Alan Adler nel [[1996}}]] hanno mostrato significative differenze tra la composizione chimica del campione del C14 e quella dei campioni prelevati dallo STURP nel 1978.
Tuttavia è da rilevare che mai è stata notata la presenza di rammendi. La dottoressa Flury-Lemberg, nota esperta di tessuti antichi, che ha potuto esaminare attentamente la Sindone durante il restauro del 2002, ha decisamente negato la presenza di rammendi sul lenzuolo, affermando che, se ci fossero, sarebbero in ogni caso visibili sul retro.
Gli stessi esami di Rogers sono stati contestati e criticati nel merito.
Il prof. mons. Giuseppe Ghiberti, docente di Esegesi Biblica in diverse università ha detto:

### Presunta contaminazione del tessuto con materiale organico
Leoncio Garza Valdés, microbiologo dell'Università di San Antonio, in Texas, affermò di aver individuato su un campione di tessuto sindonico fornitogli ufficiosamente da Giovanni Riggi una patina di materiale organico che rivestiva le fibre: si trattava di Lichenotelia, un complesso biologico composto da funghi e batteri. Secondo Garza Valdés addirittura il 60% delle fibre sarebbe stato ormai costituito da questa patina, accresciutasi lentamente nel corso dei secoli: ovviamente ciò falserebbe sostanzialmente la misura.
A.J.T. Jull, dell'Università di Tucson, uno degli studiosi che fece gli esami al C14 sui campioni di tessuto prelevati dalla Sindone, sostenne tuttavia che il loro campione era "molto pulito e su di esso non c'era alcuna patina" e che la quantità di fungo necessaria per falsare di ben 1.300 anni la datazione avrebbe dovuto essere tale da essere visibile a occhio nudo. Nel 1996 il fisico Thomas J. Pickett provò a stimare la quantità di contaminazione necessaria a ringiovanire il telo di tredici secoli e risultò che la quantità di materiale organico contaminante avrebbe dovuto essere tale da pesare il doppio del peso del telo.
Nel 2020 è stato pubblicato uno studio che rileva che nei test del 1988 la concentrazione di carbonio 14 è differente nei tre campioni analizzati nei tre laboratori e avanza due ipotesi: il carbonio 14 è effettivamente maggiore muovendosi dalla periferia verso il centro del tessuto lungo il lato più lungo, l'altra ipotesi è che la variazione è dovuta alla differente procedura di ripulitura dei campioni di tessuto prima dei test..

## Teorie del complotto
I risultati dell'esame fecero grande scalpore ed ebbero una larga risonanza mediatica a livello mondiale. Fin da allora si è aperto un acceso dibattito tra chi sostiene che la prova del Carbonio 14 accerta la falsità della Sindone e chi invece non accetta questi risultati.
A questi ultimi si sono aggiunti i complottisti, che ipotizzano una frode intenzionale che sarebbe atta a dimostrare la falsità del lenzuolo, una frode alla quale avrebbe partecipato, più o meno consapevolmente, anche la stessa Chiesa cattolica, la quale avrebbe perfino contribuito a falsare i risultati per mantenere l'alone di mistero sulla reliquia.

### Accuse di sostituzione dei campioni
I sindonologi padre Bruno Bonnet-Eymard ed Ernesto Brunati, sulla base delle presunte incongruenze nella statistica delle misure e di alcune contraddizioni nei resoconti pubblicati e nelle dichiarazioni rese, sostengono che gli autori dell'esame ne avrebbero falsificato i risultati, sostituendo i campioni prelevati dalla Sindone con altri frammenti di tessuto di origine medievale.
Secondo Bonnet-Eymard, l'ipotetico scambio sarebbe avvenuto in due fasi:
- dapprima Michael Tite (il garante del British Museum), incaricato di reperire i campioni di controllo, avrebbe procurato un campione di tessuto del XIV secolo presentandolo invece come "bende della mummia di Cleopatra di Tebe[66] risalenti al II secolo" (campione di controllo n. 2);
- quindi i responsabili dei tre laboratori, ricevuti i cilindri sigillati contenenti i campioni, avrebbero scambiato i campioni della Sindone con i falsi campioni del II secolo, in realtà medievali.

I falsi campioni sindonici, però, sarebbero risultati più recenti del previsto (1400 circa) e incompatibili con l'esistenza storicamente provata della Sindone entro il 1357: si sarebbero quindi rese necessarie ulteriori manipolazioni, che avrebbero causato le anomalie statistiche di cui si è già detto. I veri campioni, invece, sarebbero quelli dichiarati come provenienti dalla mummia di Cleopatra, e datati tra il 9 a.C. e il 78 d.C. con confidenza del 95%: secondo questa teoria, quindi, l'esame del Carbonio 14 avrebbe in realtà confermato l'autenticità della Sindone.
Tra le presunte prove a sostegno della sua ipotesi, Bonnet-Eymard riferisce che, secondo quanto dichiarato da Paul Damon (direttore del laboratorio di Tucson), i cilindri sigillati furono aperti domenica 24 aprile 1988, il giorno stesso del loro arrivo a Tucson, "per assicurarsi che la Sindone fosse tra i campioni" (in realtà, secondo la teoria di Bonnet-Eymard, per effettuare lo scambio), e quindi risigillati e riaperti ufficialmente il giorno dopo. Esisterebbe a suo dire una fotografia che sarebbe stata scattata in quell'occasione: essa ritrarrebbe il cilindro aperto e il campione di tessuto della Sindone (diviso in due parti) insieme al sigillo del cardinale Ballestrero ancora intatto.
Questa ricostruzione presuppone la complicità di diverse persone nella frode: come minimo Michael Tite e almeno una persona per ciascuno dei tre laboratori.

### Il presunto test non ufficiale del 1982
Secondo la Benford e Marino, un altro esame del Carbonio 14 sulla Sindone sarebbe stato eseguito, in forma privata e senza l'autorizzazione della Custodia della Sindone, nel 1982, sei anni prima del test ufficiale.
Secondo queste testimonianze Alan Adler, un membro dello STURP (che apparentemente ignorava l'accordo sottoscritto dagli stessi membri di non effettuare ulteriori test sui campioni) sarebbe venuto in possesso (mantenendo la sua fonte segreta) di un filo dal cosiddetto "campione di Raes" (un triangolo di tessuto prelevato dalla Sindone nel 1973, adiacente al campione datato nel 1988) e l'avrebbe consegnato a John Heller; questi lo avrebbe poi consegnato a sua volta all'esperto di mineralogia George Rossman, del California Institute of Technology, per farlo esaminare tramite un analizzatore a risonanza ionica ciclotronica a trasformata di Fourier. Adler avrebbe informato Rossman che un'estremità del filo appariva contaminata da materiale estraneo (probabilmente amido), per cui Rossman avrebbe tagliato il filo a metà e datato le due parti separatamente. La datazione al radiocarbonio della parte contaminata avrebbe fornito come risultato l'anno 1200, mentre l'altra l'anno 200.
I risultati di questo presunto test non furono però mai pubblicati, né annunciati ufficialmente, neppure a seguito della datazione del 1988.